# Zbór Kościoła Chrześcijan Dnia Sobotniego we Wrocławiu
Zbór Kościoła Chrześcijan Dnia Sobotniego we Wrocławiu – zbór chrześcijan dnia sobotniego we Wrocławiu, z siedzibą przy ul. Zegadłowicza 32. Starszym zboru jest Janusz Koszykowski. Zbór liczy ok. 10 osób.